# Taisto Heinonen
Pour les articles homonymes, voir Heinonen.
Taisto Heinonen (né le 11 novembre 1950) est un pilote de rallyes canadien et finlandais.

## Biographie
Ce coureur débute les compétitions en rallyes en Finlande en 1964. 
Il émigre ensuite au Canada en 1970, dans l'état de Colombie-Britannique. Il réside à Surrey.
Il est reconnu comme étant un spécialiste des courses sur glace, ou sur neige verglacée.
Il abandonne le volant en 1982 (correction: he is still racing and won P2WD in 2013 Big White Winter Rally), mais se consacre dès l'année suivante à plein temps à sa propre écurie, toujours sur des véhicules Toyota. Il devient dès sa première saison de team manager Champion du Canada des marques automobiles.
De grande longévité sportive, Heinonen finit même encore 4e du trail of the Gnu.] en 2009, sur l'une de ses Toyota MR2 de 1986 (copilote Jim Bowie - épreuve sur neige/glace). (also 3rd du trail of the Gnu driving Audi TT)

## Palmarès
- Double Champion de Colombie-Britannique sur glace (Carling o'Keefe Ice Challenge, ou B.C. Region Ice Racing Championship): 1974 et 1976;
- Triple vainqueur de la Coupe d'Amérique du Nord des rallyes: 1979, 1981 et 1982;
- Quintuple Champion du Canada des Rallyes: 1977, 1978, 1979, 1980 et 1982;
- Six Championnats des Marques des rallyes canadiens: 1983, 1984 et 1985 (avec Tim Bendle), 1986, et 1987 et 1988 (avec Alain Bergeron) (sur Toyota MR2 spécialement adaptées au marché canadien, avec sa propre équipe);

## Championnat du Canada des Rallyes
Quintuple vainqueur:
| Année | Pilote          | Copilote    | Marque/Véhicule |
| ----- | --------------- | ----------- | --------------- |
| 1977  | Taisto Heinonen | Tom Burgess | Toyota Celica   |
| 1978  | Taisto Heinonen | Tom Burgess | Toyota Celica   |
| 1979  | Taisto Heinonen | Tom Burgess | Toyota Celica   |
| 1980  | Taisto Heinonen | Tom Burgess | Toyota Celica   |
| 1982  | Taisto Heinonen | Tom Burgess | Toyota Celica   |

### Victoires notables
Pour un total de 40 succès, de 1971 à 1982:
- 1972: Thunderbird Rally US (copilote Seppo Arvonen):
- 1974, 1975, 1976, 1978, 1980 et 1981: 6 Rocky Mountain Rallys (Ontario) (record);
- 1976: Rallye du Québec (copilote Tom Burgess, sur Renault 17 Gordini;
- 1977 et 1979: Rallye de la Baie des Chaleurs (copilote Tom Burgess, sur Toyota Celica);
- 1979: Rallye Press on Regardless (R.O.R.) (copilote John Bellefleur -auparavant associé à Jean-Paul Perusse, équipage double champion national en 1975 et 1976-), sur Toyota Celica;
- 1979: Sno*Drift Rally SCCA;
- 1979, 1980, 1981 et 1982: 4 Rallyes Perce-neige consécutifs (record);
- 1979: Pacific Forest Rally;
- 1981: Rallye Molson du Homard;

(nb: Timo Heinonen, quant à lui, a remporté l'Hankirally finlandais en 1986 et 1987 et le Rallye Arctique en 1988, sur Audi Quattro)

### Résultats enWRC
- 1978: 4e du Rallye du Québec (copilote J.Bellefleur - Toyota Celica 2000GT 8V);
- 1979: 5e du Critérium du Québec (copilote E.Nyman - Toyota Celica 2000GT 8V).

## Distinctions
- Premier Grand Maître des Rallyes du Canada (5580 pts (>2000));
- 7 février 2004: introduit au Canadian Motorsport Hall of Fame.